# 上海金融交易广场
上海金融交易广场是位於中華人民共和國上海市浦東新區楊高南路和世紀大道交叉口的的一個辦公樓，占地面积五万平方米，建筑面积约二十二万平方米。三座塔楼以「品」字形布局，由南向北分别为上海证券交易所大厦、中国金融期货交易所大厦和中国证券登记结算有限责任公司大厦。

## 歷史
2008年2月，上海证券交易所等3家机构購得浦東新區的三幅地块。2009年1月9日，上海金融交易广场在三幅地塊的基礎上奠基。上海金融交易广场於2020年竣工。